# Houillères et saline de Saulnot
Vous lisez un « bon article » labellisé en 2017.
Les houillères et saline de Saulnot sont des mines de charbon et de sel gemme appartenant au bassin keupérien situé dans le département de la Haute-Saône, en Bourgogne-Franche-Comté dans l'Est de la France. Elles sont exploitées sur le territoire des communes de Saulnot et Corcelles de 1589 à 1921 pour le charbon et du XIIe siècle à 1826 pour le sel (soit sept siècles). L'exploitation du charbon sur place pour l'évaporation de la saumure dans des fours conçus par Heinrich Schickhardt permet à la compagnie de faire diminuer le coût de revient du sel.
Au début du XXIe siècle, il ne reste aucune trace de la saline, mais un square en hommage à Heinrich Schickhardt et à l'exploitation du sel est aménagé au centre du village de Saulnot. Des terrils et puits de mine subsistent à Corcelles.

## Situation
La concession possède une superficie de 1 485 hectares pour l'exploitation du charbon, répartis sur les communes de Saulnot, Corcelles, Villers-sur-Saulnot, Échavanne, Crevans-et-la-Chapelle-lès-Granges et Granges-le-Bourg, dans le sud-est du département de la Haute-Saône, en région de Bourgogne-Franche-Comté.

## Géologie

La formation du gisement de sel et de charbon du Keuper en Franche-Comté.

Les gisements de houille et de halite exploités sont mêlés au sein du bassin houiller keupérien de Haute-Saône. Ce bassin est formé d'une alternance de couches de grès, de marne irisée et de dolomies de gypse.

## Saline

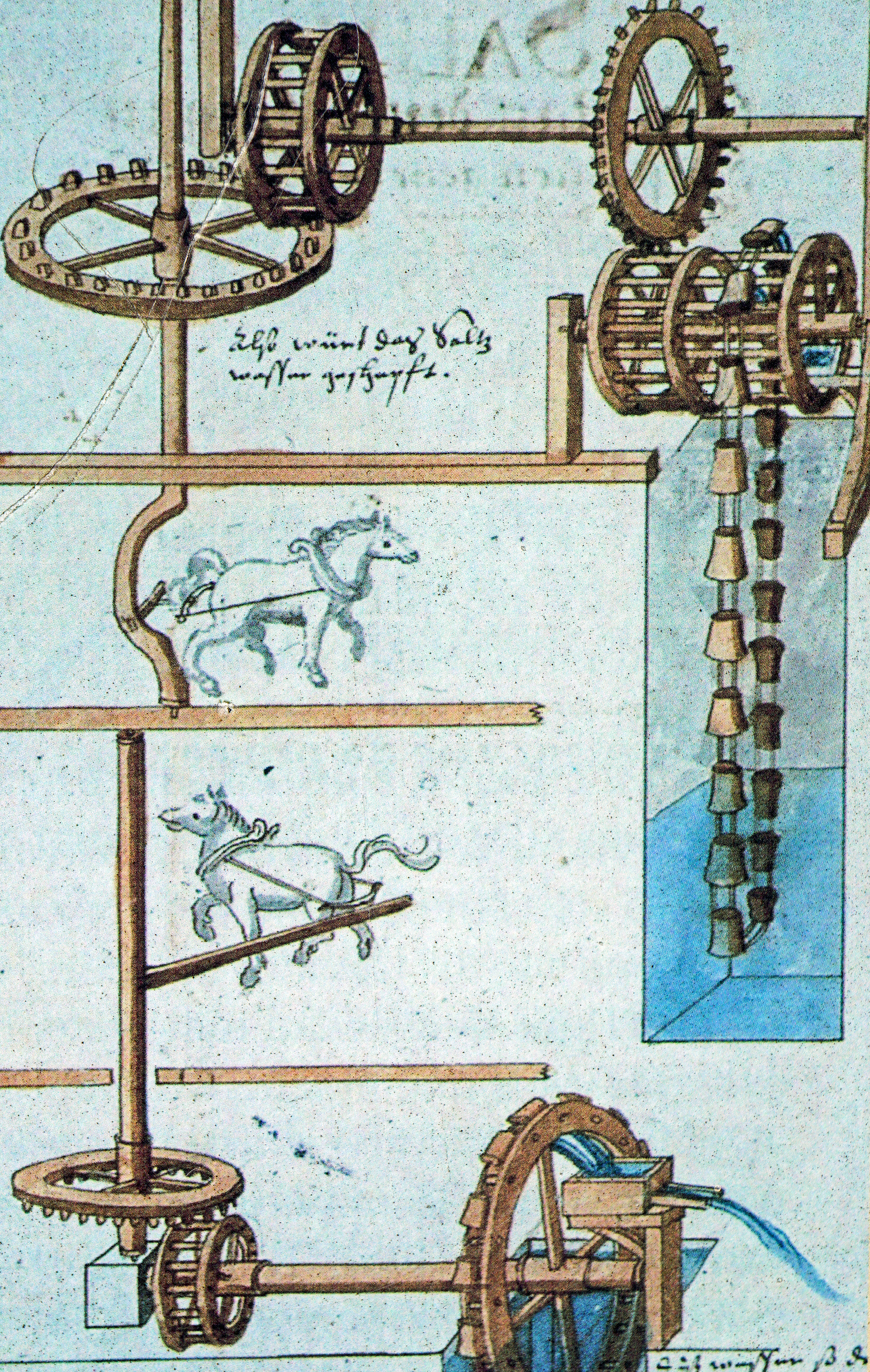
Exemple d'exhaure de la saumure.

La production des salines à Saulnot n'a cessé de croître et la consommation de bois également depuis 1147. Les « muines » se cuisaient alors au bois pour en tirer l'halite, ce qui épuisait la forêt voisine, d'où l'exploitation d'une mine de houille du XVIe au XXe siècle. C'est l'une des premières en Europe à expérimenter ce combustible pour l'évaporation. Elle est alimentée par deux sources, le grand puits (situé dans le village), qui alimente six chaudières, et le petit puits, qui alimente trois chaudières.
Au XIIIe siècle, Thierry III accorde la saline à l'abbaye de Lure, à qui la vente du sel apporte beaucoup de revenus. Mais elle en est dépossédée après la mort de ce dernier vers 1282. Les bénéfices de l'extraction sont alors répartis entre les comtes de Montbéliard et divers investisseurs, avant de devenir la propriété exclusive de ces derniers en 1367 pour concurrencer les salines du Jura, propriétés des comtes de Bourgogne, et alimenter des seigneuries voisines, comtoises ou alsaciennes. Des techniques de graduation et de préchauffage sont mises en place pour économiser l’énergie en Allemagne et dans la principauté de Montbéliard du XVIe au XVIIe siècle avant de se répandre dans toute la Franche-Comté au XVIIIe siècle. En 1424, le grand puits est abandonné à la suite d'infiltrations d'eau douce. En 1550, les salines sont reconstruites à la suite de l'attaque de 1474, menée par Charles le Téméraire lors de la guerre de Bourgogne. Elles sont partiellement détruites entre 1587 et 1588 par Henri Ier de Guise. En 1592-1593, le nouveau grand puits permet d’accroître la production, appuyé par l'exploitation du charbon de terre permise par de nouvelles chaudières conçues par Heinrich Schickhardt. Les bâtiments sont incendiés par les Comtois en 1639, puis ils sont reconstruits entre 1761 et 1766. En 1749, le site est surveillé par sept à huit brigades de gardes administrées par deux bureaux qui assurent la gabelle pour la Ferme générale, qui interdit la vente du sel dans la seigneurie de Granges,,.
Les salines déclinent de plus en plus de 1750 à 1789. Les bâtiments sont pillés puis brûlés avec les archives le 23 juillet 1789 par les paysans de Granges, pendant la Révolution française. La concession est récupérée par la Compagnie des Salines de l'Est qui cesse définitivement l'exploitation en 1826. Les bâtiments sont rachetés par la commune en 1846, vingt ans après la fermeture des puits à saumure, malgré les protestations de la population. Avant la fermeture, la saumure est extraite de deux puits de 15 mètres de profondeur et 16,6 litres de cette eau fournissent 6,6 kg de sel. En 1862, la mairie est construite à l’emplacement de la saline. Au début du XXIe siècle, il ne reste aucune trace de la saline, mais un square en hommage à Heinrich Schickhardt et à l'exploitation du sel est aménagé au centre du village de Saulnot.

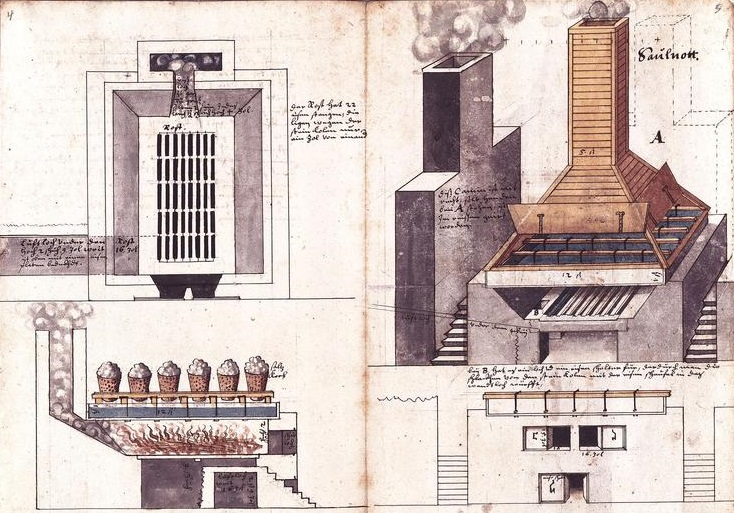
Un four à charbon de la saline (illustration d'Heinrich Schickhardt).
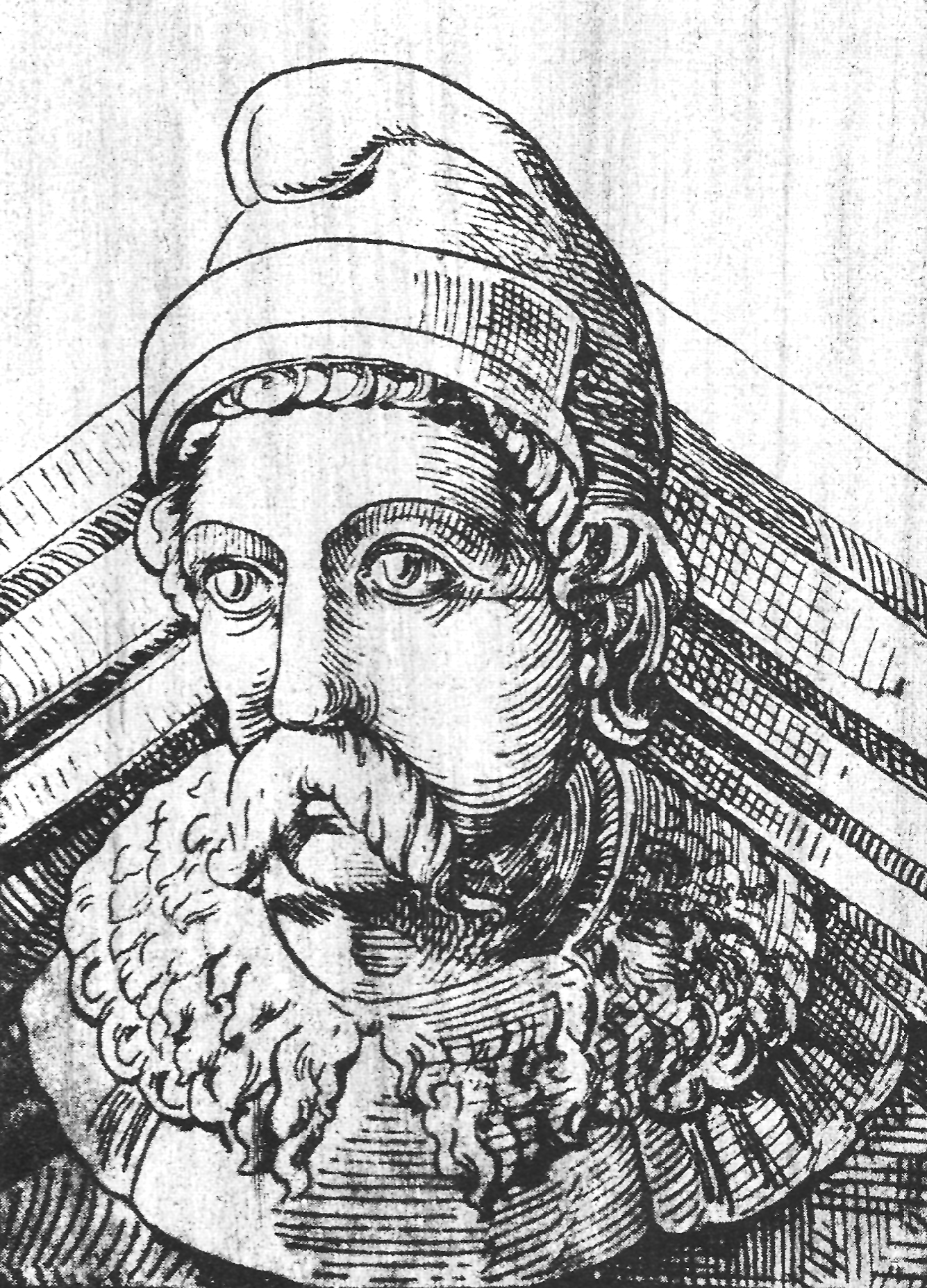
Heinrich Schickhardt.
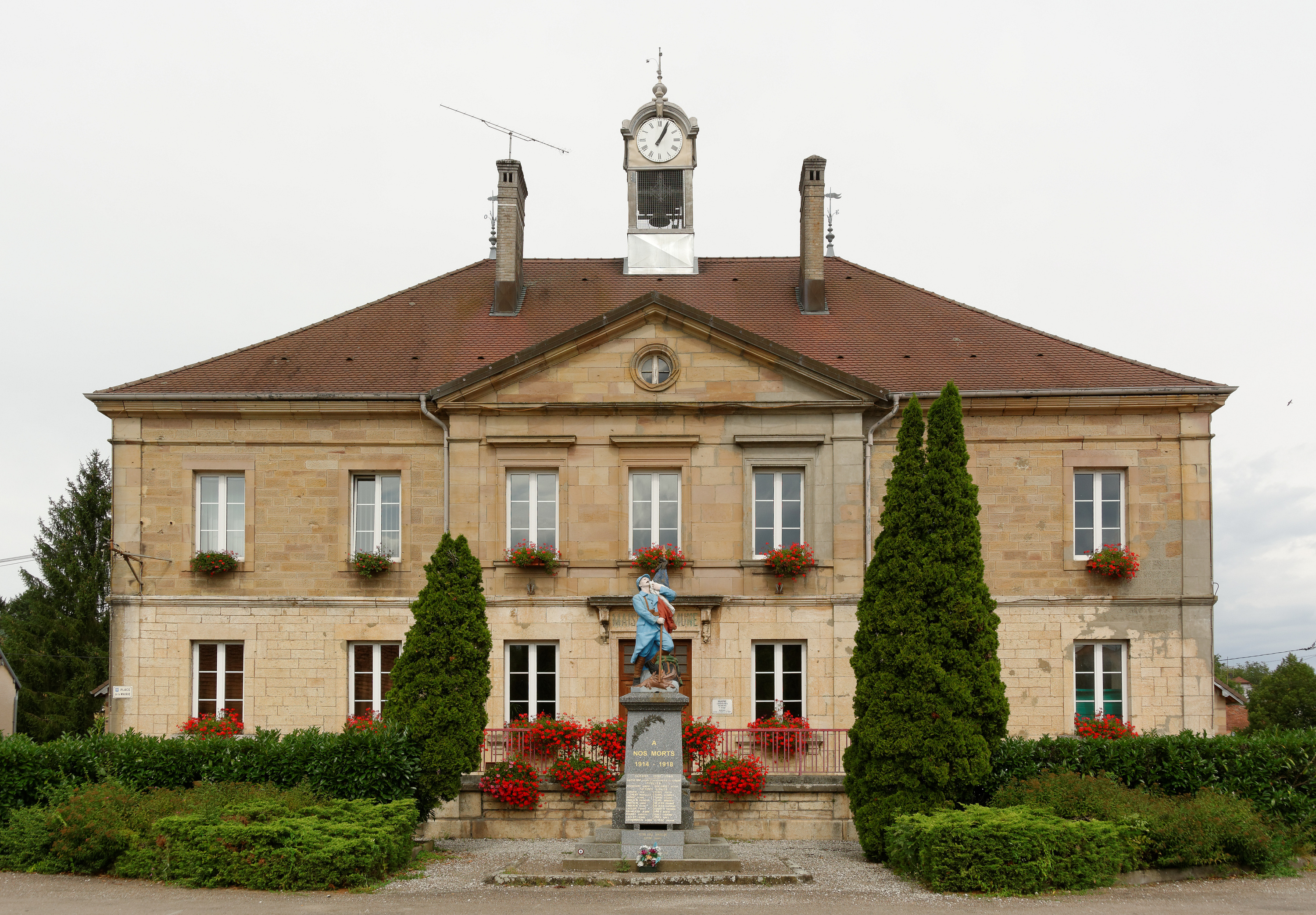
La mairie de Saulnot est construite à l'emplacement de la saline.
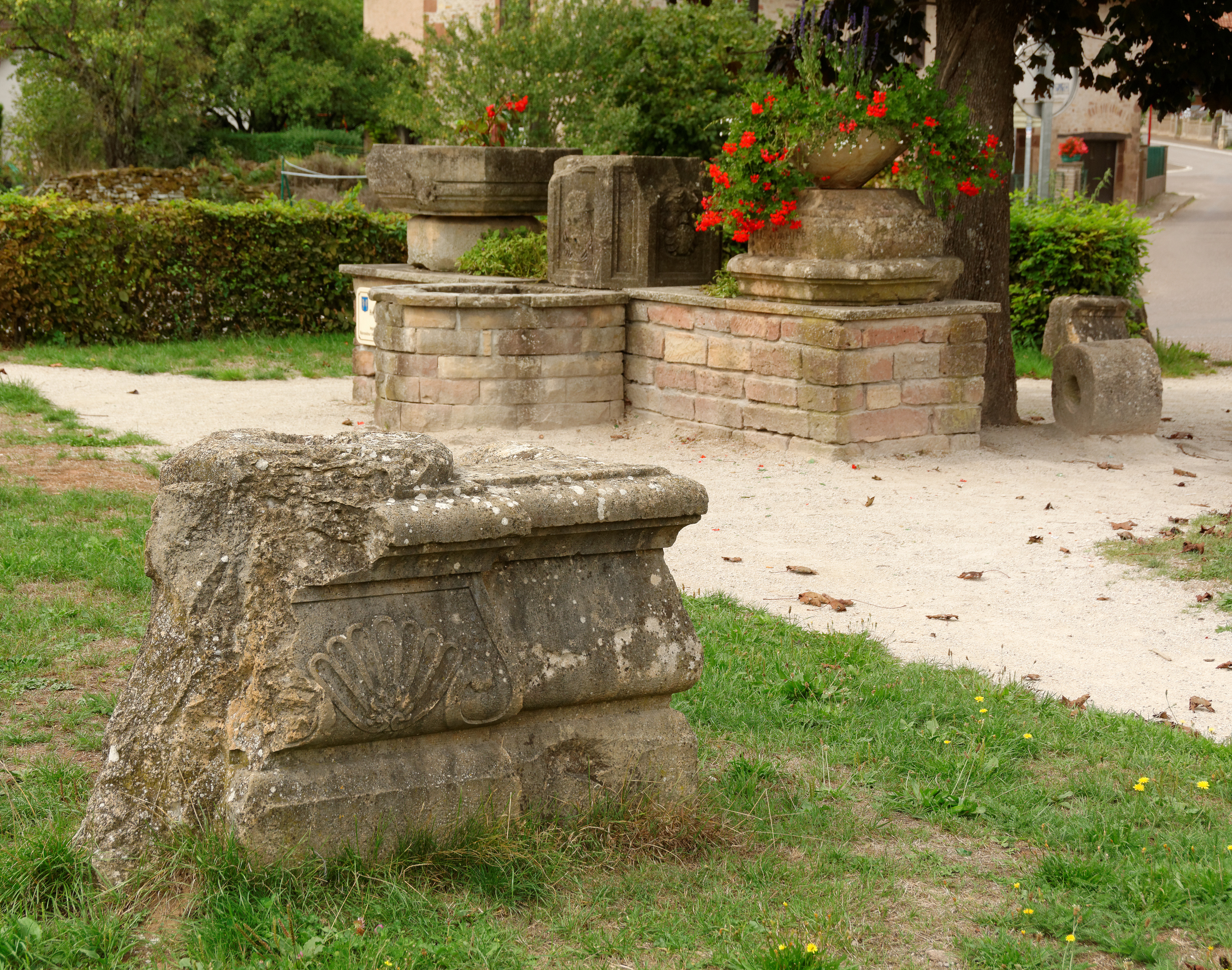
Square Heinrich-Schickhardt.
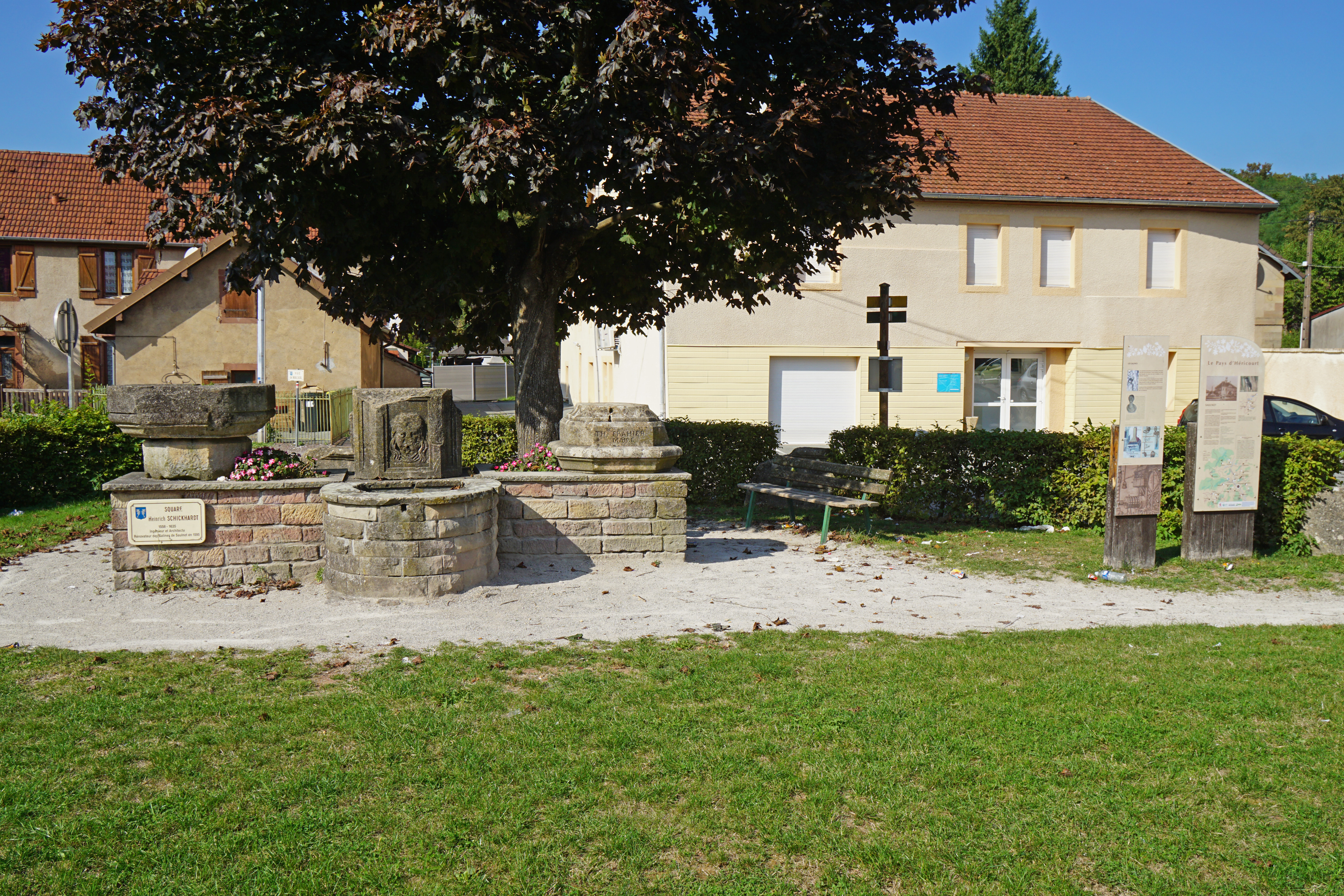
Vue d'ensemble du square Heinrich-Schickhardt avec panneaux explicatifs.

## Houillères

Les différentes concessions de Haute-Saône pour l’exploitation du bassin keupérien.

### Histoire
La découverte de la houille du bassin keupérien remonte à la fin du XVIe siècle. À cette époque, la « saulnère » du Saulnot (seigneurie de Granges) utilise deux chaudières pour cuire la saumure, l'une avec de la houille et l’autre avec du bois. Les mineurs qui tirent la houille des montagnes sont payés en argent et en chandelles.
En 1589, la houille est découverte à Corcelles et l'exploitation est initiée afin de faire diminuer la consommation de bois des salines. En 1594, dix-neuf mineurs travaillent aux houillères d'Assemont. Mais le charbon est de médiocre qualité car il dégage beaucoup de fumées et une mauvaise odeur. Il y a déjà des accidents : suffocation par le mauvais air des houillères d'Assemont en 1615 ou asphyxie de jeunes ouvriers en 1616 aux houillères de Saulnot. Après une période d'activité de 1610 à 1628, l'extraction ralentit puis cesse en 1635 avant de reprendre en 1654,.
En 1714-1715, une nouvelle veine est découverte à Saulnot et un procès-verbal d'épreuve, pour la cuite du sel au moyen de ce combustible, est dressé par des experts venus de Montbéliard. Aucune règle de sécurité n'existe à cette époque pour les ouvriers. Cette exploitation n'est pas organisée. C'est seulement l'ordonnance de 1744 qui règle les conditions d'exploitation. L’activité est relancée entre 1768 et 1772 ; le 4 mars 1770, Jacques Liébiger obtient l’exclusivité de l'extraction du charbon dans toute la seigneurie de Granges. Il obtient la concession de Saulnot, mesurant 2 400 toises de diamètre (tracée autour des deux puits principaux), pour trente ans.
Le 4 octobre 1826, la concession de Corcelles, d'une superficie de 1 485 hectares, est accordée aux sieurs Noblot fils, Méquillet et autres par ordonnance royale. Des échantillons prélevés vers 1831 dans des travaux situés à 35 mètres sous terre et à 600 mètres du clocher de Corcelles révèlent une houille dure. Le coke qui en est dérivé est d'aspect métallique, boursouflé et poreux. Un puits est creusé vers l'église de Saulnot en 1832. La même année, la mine emploie 25 ouvriers.
Les mines ferment en 1849. Avant cette date, jusqu’à 1 000 tonnes de charbon sont exploitées chaque année, notamment avec un puits de 36 mètres de profondeur. Les mines sont rouvertes et la concession est ensuite fusionnée avec d'autres par un décret présidentiel le 14 mars 1879.

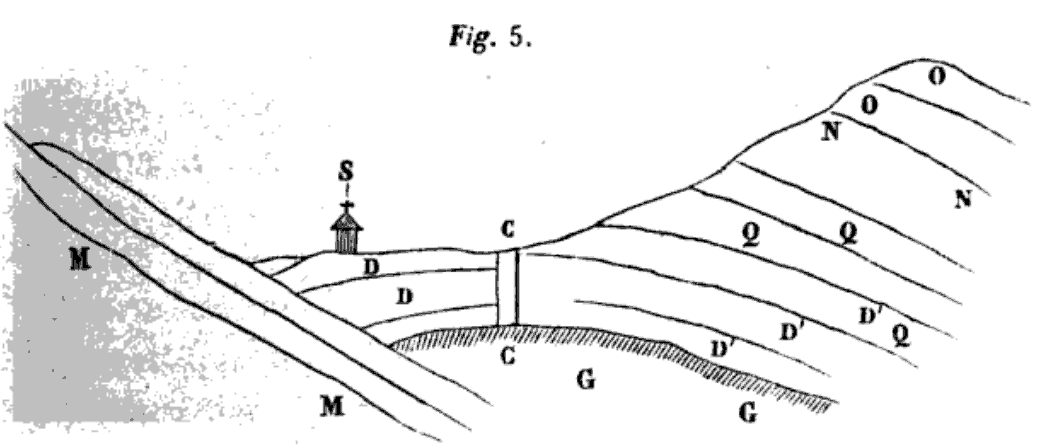
Un puits de mine de Saulnot.
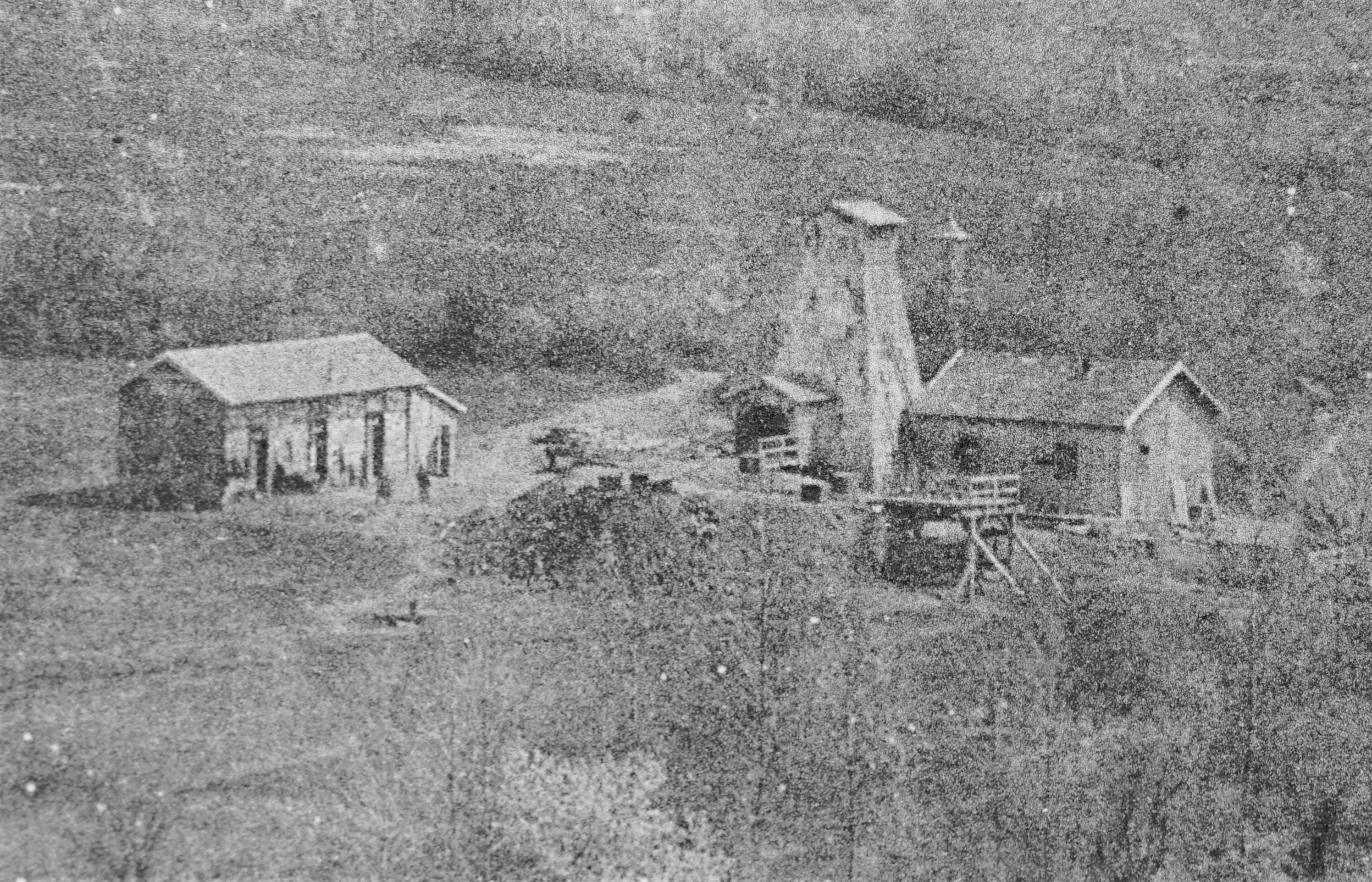
Infrastructures de surface du puits D au début du XXe siècle.

Au début du XXe siècle, l'exploitation est particulièrement active au nord de Corcelles avec sept puits creusés entre 1911 et 1921, dont cinq recensés par le Bureau de recherches géologiques et minières (BRGM), :
- les puits A et B utilisés avant 1916 servent à l'extraction d'une houille dure dont l'abattage est difficile ;
- le puits C est un puits de recherche ;
- les puits D et E sont les seuls actifs pendant toute la Première Guerre mondiale ; le premier est profond de 33 mètres et sert à l'extraction, le second sert à l'aérage ; ils présentent tous deux d'imposants terrils par rapport aux autres sites de la concession. Le charbon est transporté via les chemins de fer vicinaux de Haute-Saône pour être utilisé dans la saline de Gouhenans jusqu’à l'arrêt de l'extraction en 1921.

En 1923, le représentant de la Société minière et industrielle de Gouhenans, monsieur Gaillard, fait une demande de renonciation de concession. Cette renonciation est décrétée le 17 février 1925.
Pour faire face aux pénuries dues à l'Occupation, de nouvelles recherches sont lancées dans plusieurs des petits bassins miniers qui échappent au contingentement de l'occupant. En 1941, un rapport de monsieur Foresin conclut qu'environ 8 000 tonnes de houille peuvent encore être extraites à Corcelles par une descenderie, mais l'activité minière ne reprend pas contrairement aux concessions de Gémonval et de Vy-lès-Lure actives de 1942 à 1944.

### Vestiges
Au début du XXIe siècle, des vestiges de trois puits de mine des houillères de Corcelles, visibles sur les cartes IGN et situés à proximité de la LGV Rhin-Rhône ainsi que leurs terrils subsistent. En décembre 2012, le puits E s’ouvre sur 10,5 mètres ; il possède une section rectangulaire régulière de deux mètres sur trois. Des spéléologues d'Héricourt sont envoyés sur place le 4 janvier 2013 et constatent que le fond du puits est instable. Celui-ci est donc sécurisé par la municipalité mais il n'est pas remblayé, le véritable fond n’étant pas atteint,.

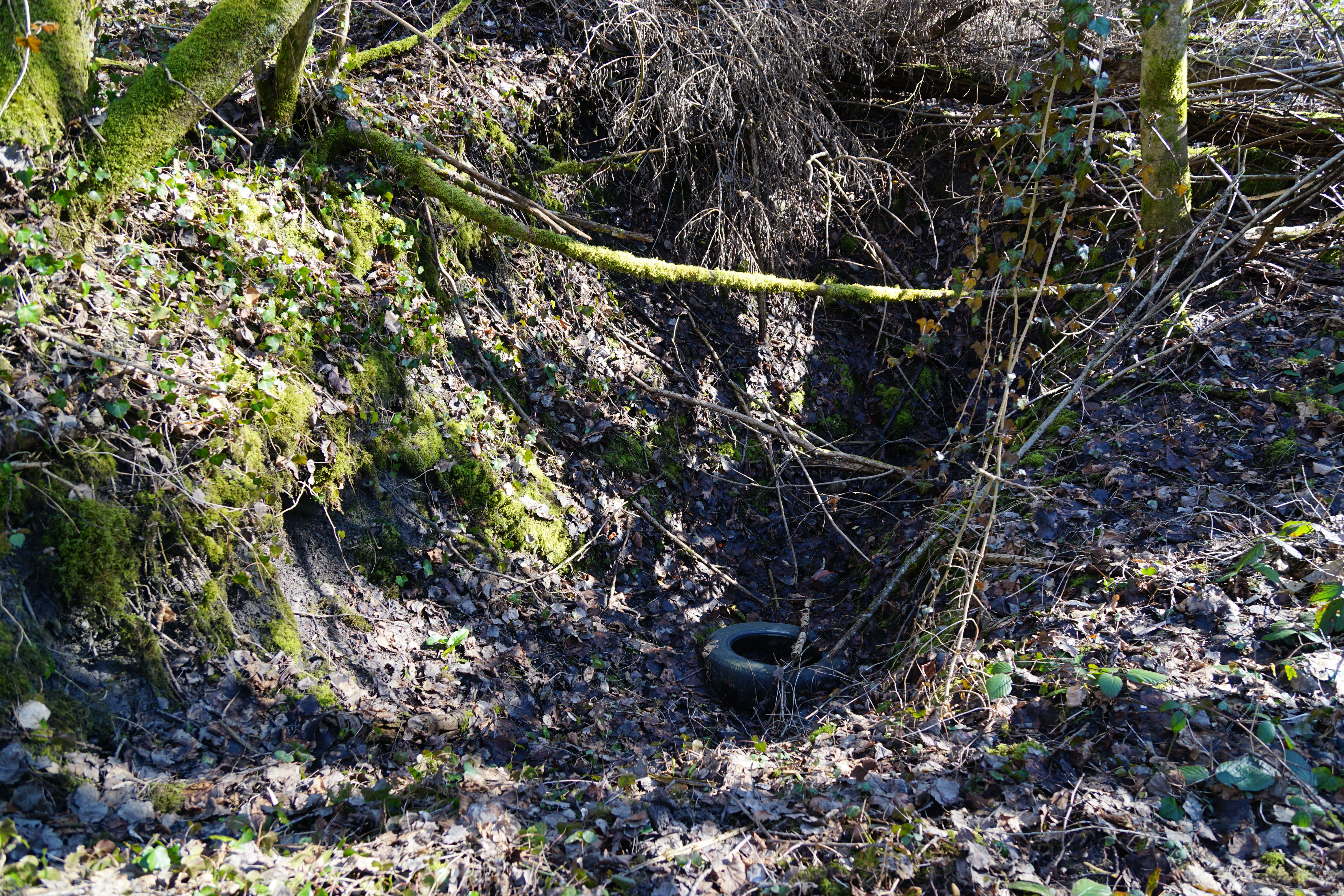
L'ancien puits D de Corcelles.
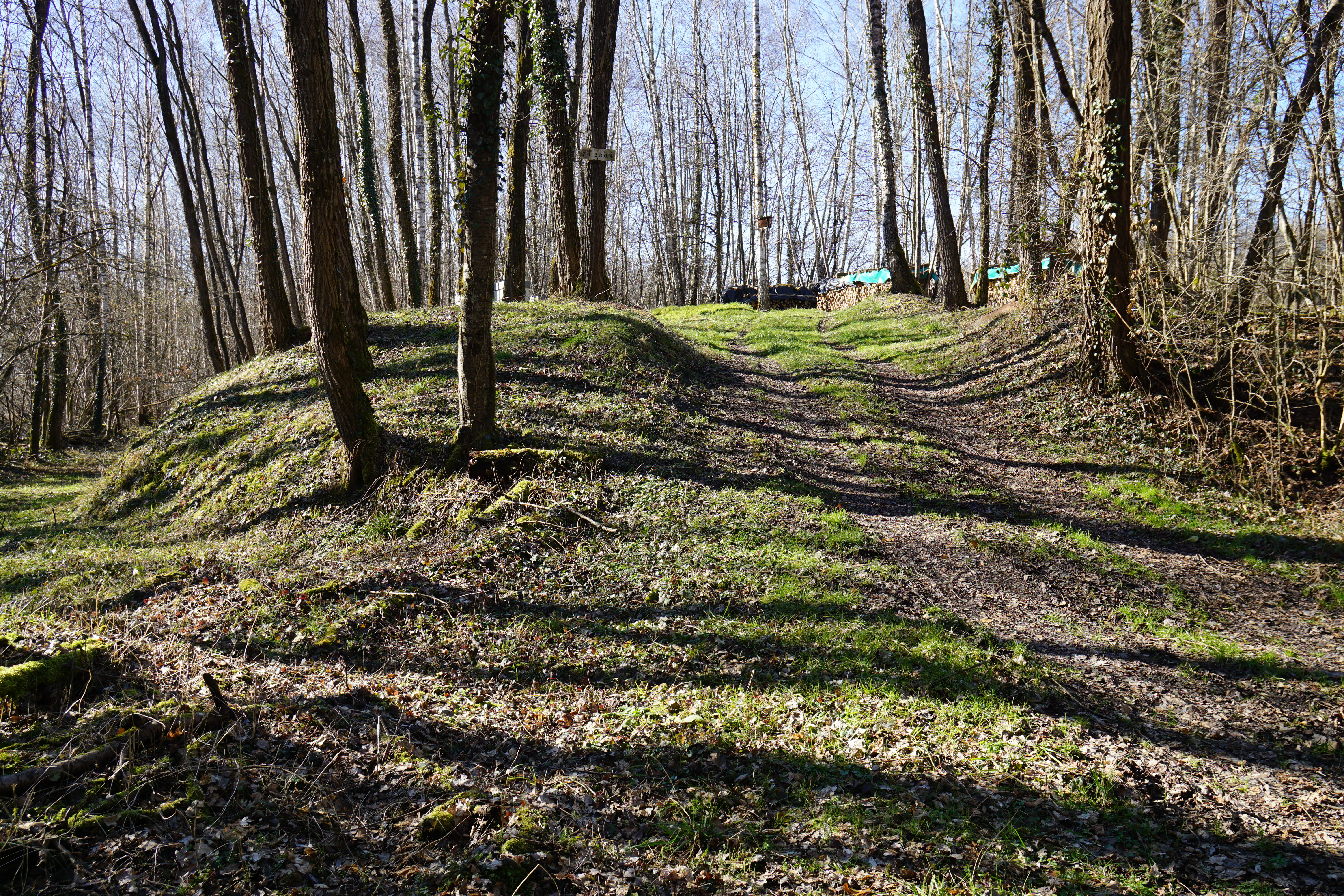
Le terril du puits D.
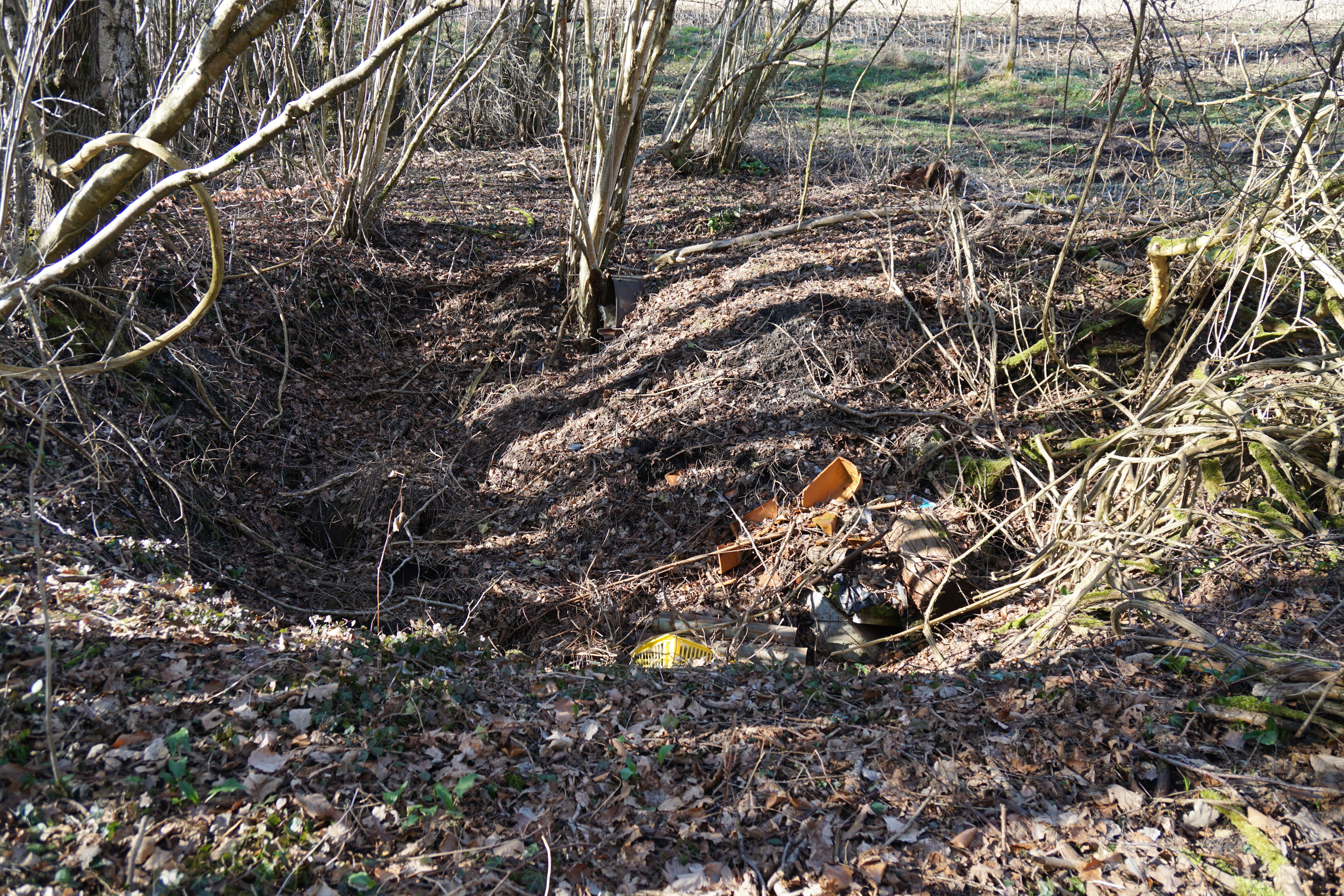
Vue du puits F.
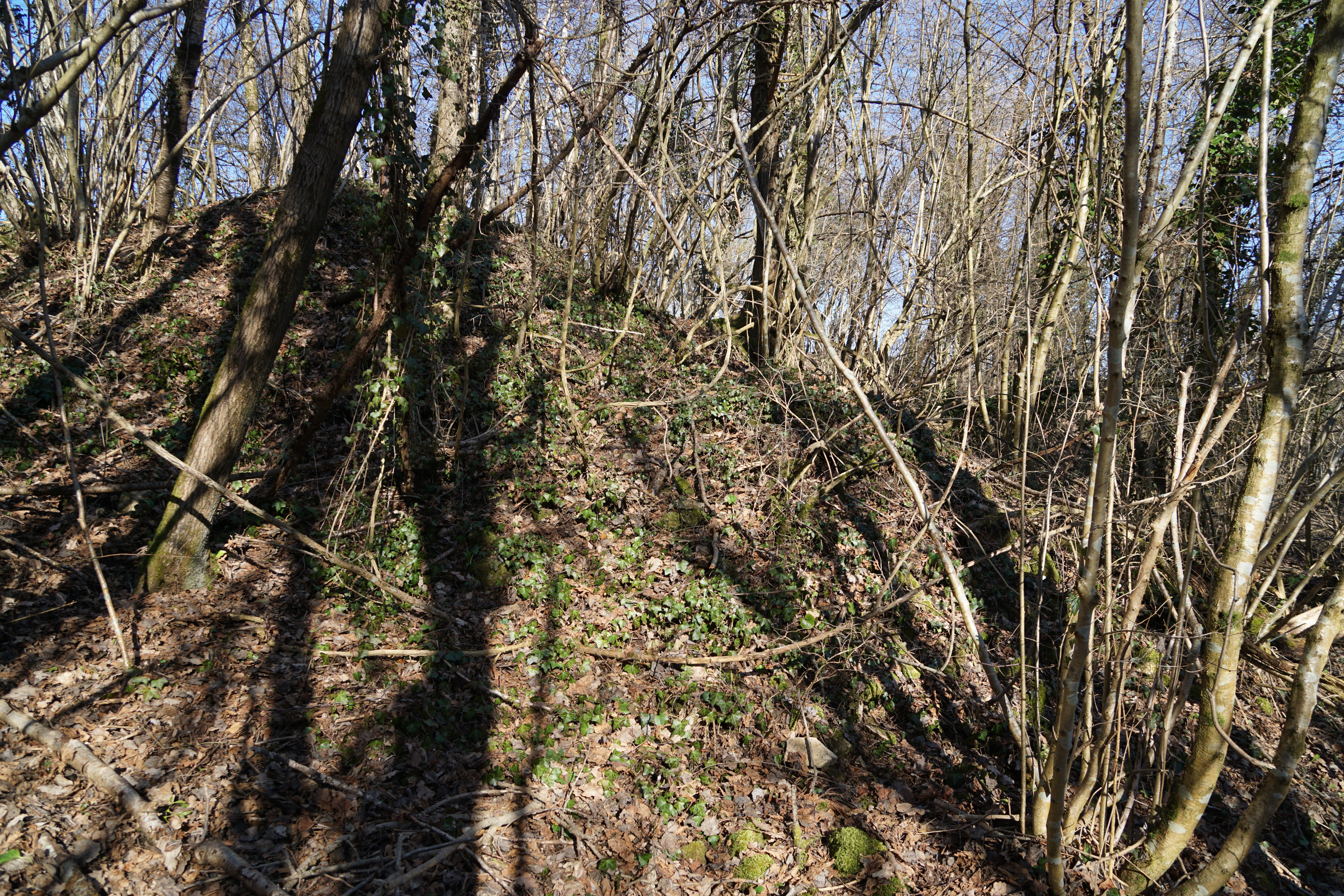
Le terril du puits F.

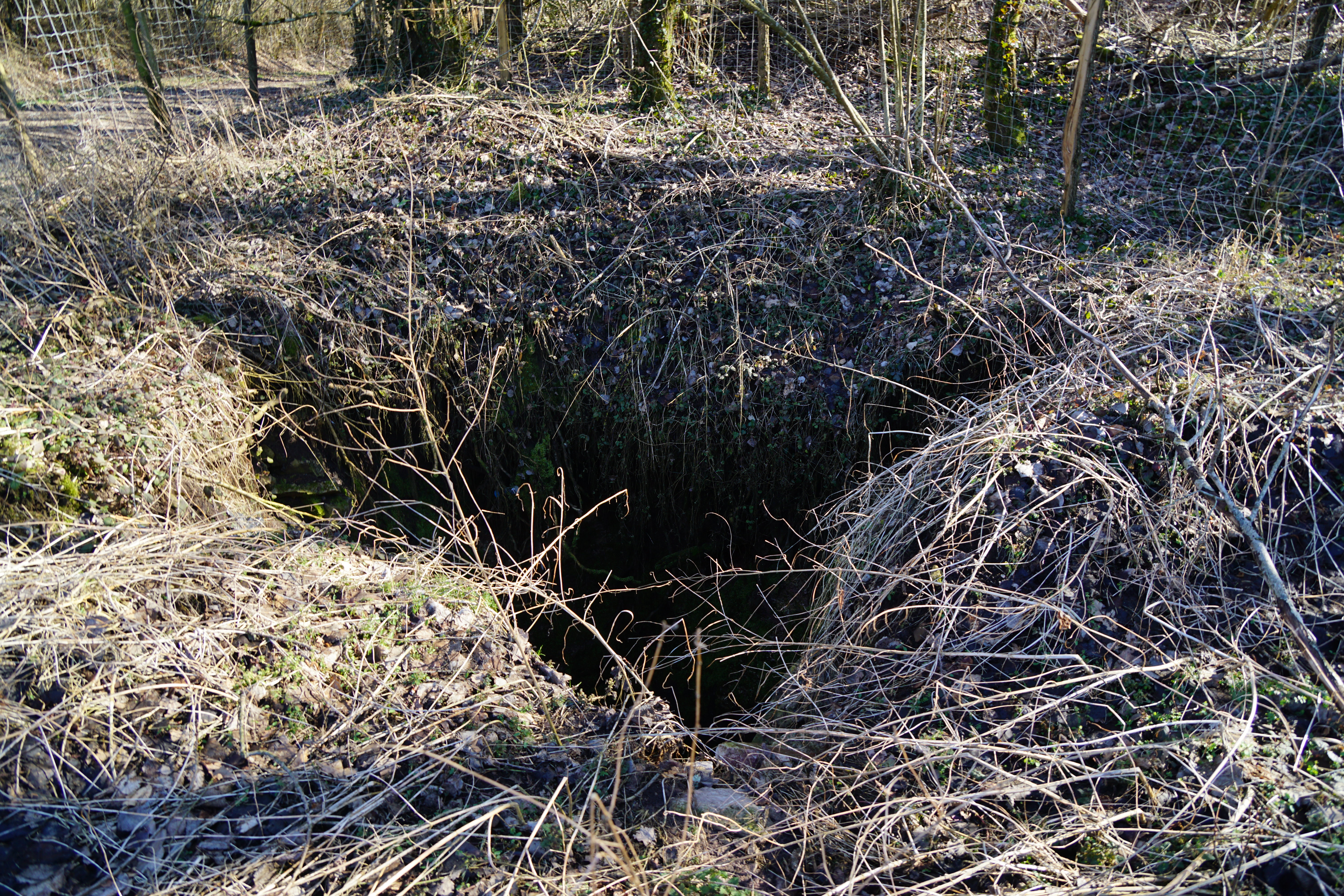
L'ancien puits ouvert (E).
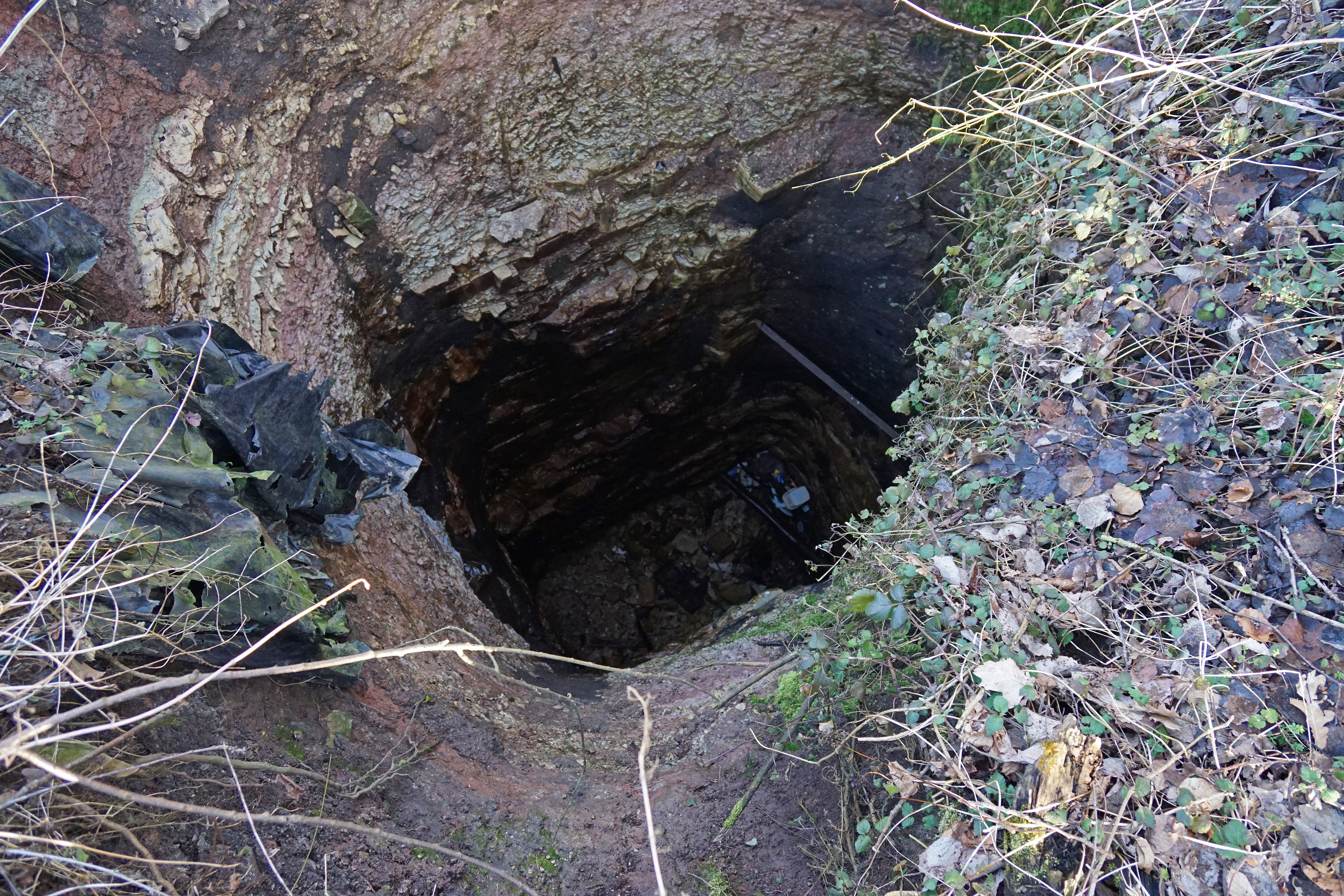
Vue plongeante (puits E).
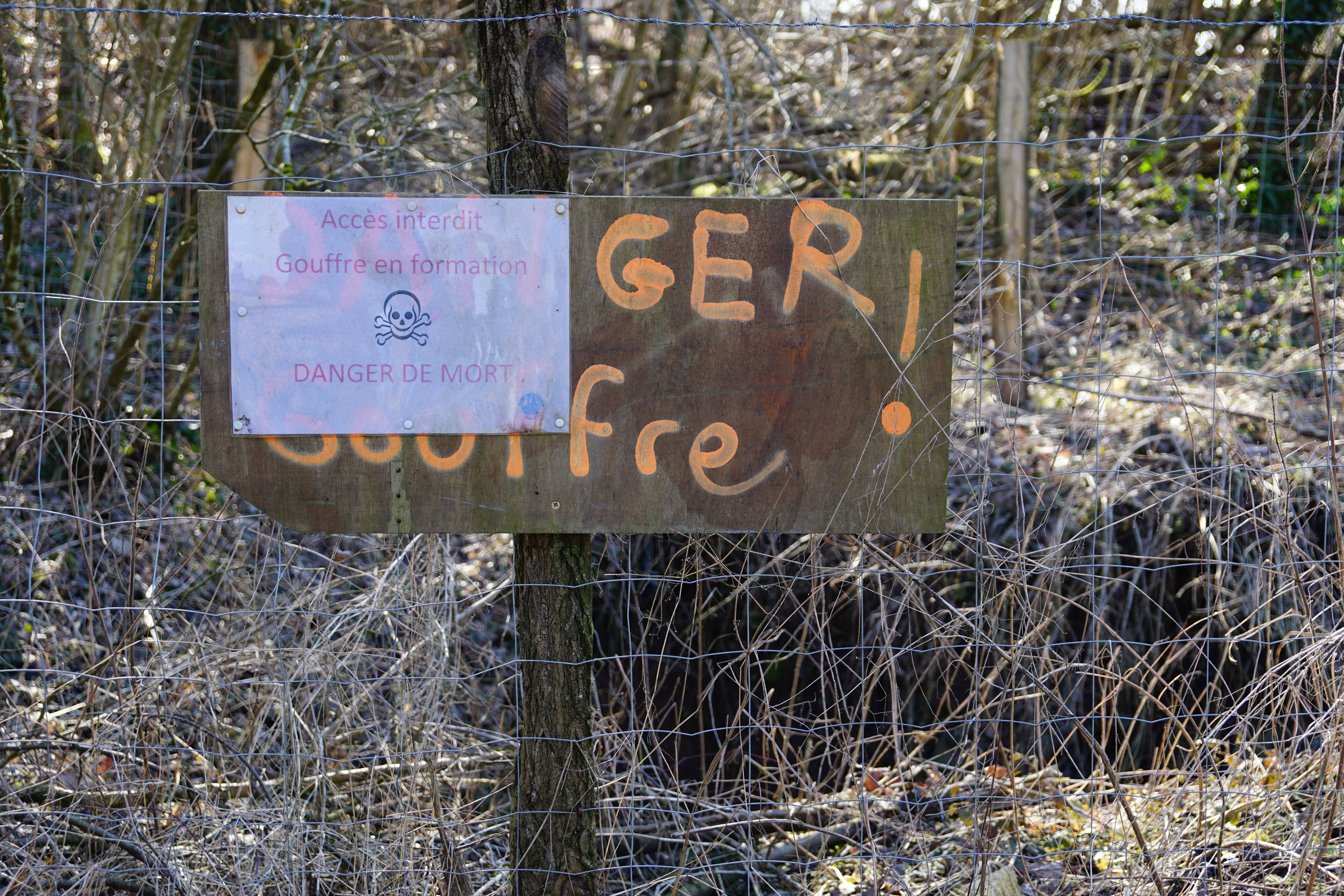
Panneau d'avertissement (puits E).
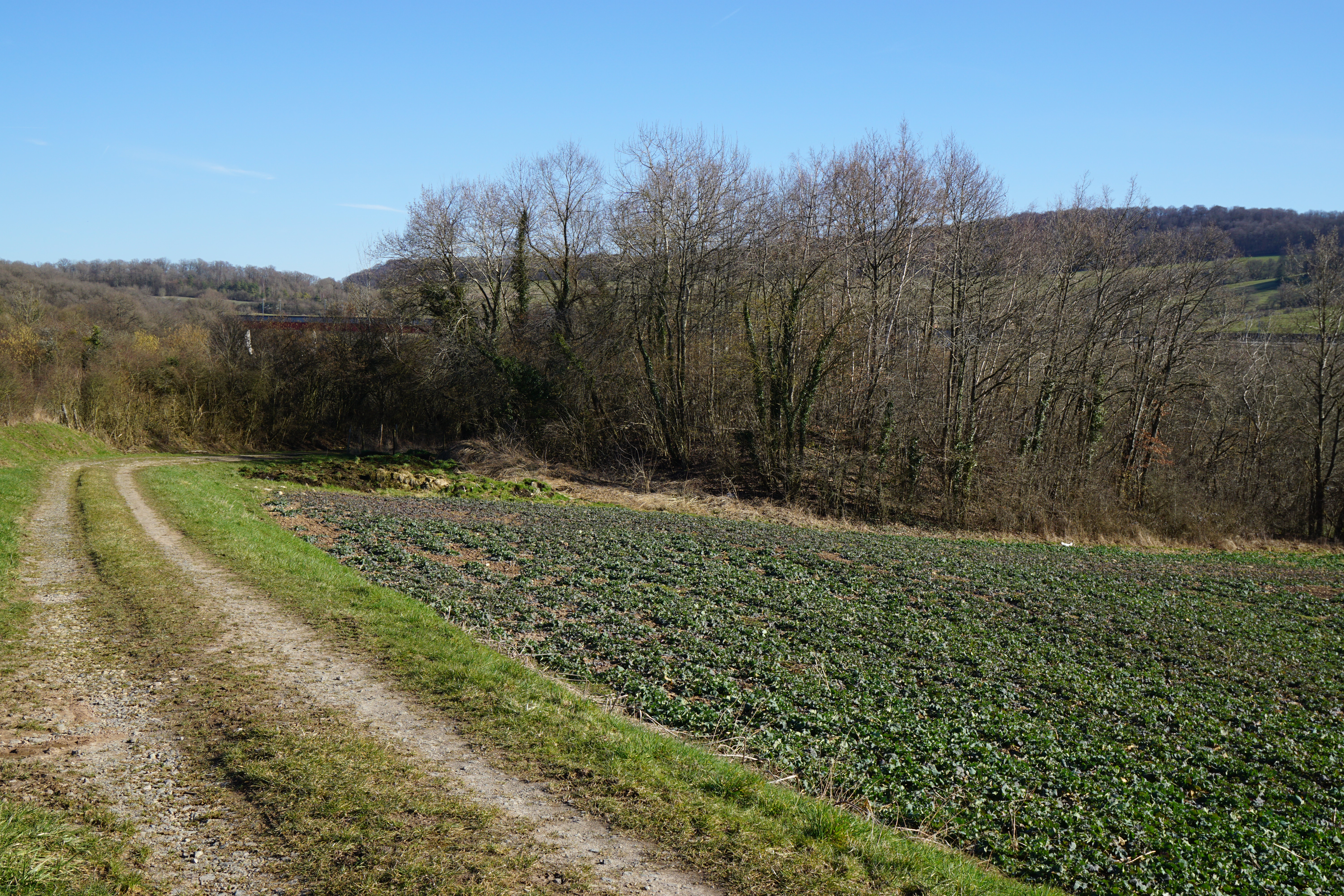
Vue générale avec le terril (puits E).

### Production

L'utilisation de la houille extraite dans les différentes concessions par les salines.

En 1838, 600 tonnes de houille maigre produites dans les concessions de Corcelles et Gémonval sont consommées dans le département du Doubs.
Entre 1911 et 1921, 67 700 tonnes sont exploitées à Corcelles avec une production moyenne de 6 100 tonnes annuelles.
|                                                  | 1911 | 1912 | 1913 | 1914 | 1915 | 1916 | 1917 | 1918 | 1919 | 1920 | 1921 |
| ------------------------------------------------ | ---- | ---- | ---- | ---- | ---- | ---- | ---- | ---- | ---- | ---- | ---- |
| Production (approximative) en milliers de tonnes | 5,7  | 6,5  | 7,5  | 8,75 | 6    | 3,1  | 9,5  | 10,6 | 5,2  | 3,9  | 0,95 |